# Premios y nominaciones de Leopoldo Torre Nilsson
La siguiente es una lista de premios y nominaciones del cineasta argentino Leopoldo Torre Nilsson.
Galardonado con seis Premios Cóndor de Plata, otorgado por la Asociación de Cronistas Cinematográficos de la Argentina, Torre Nilsson presentó sus largometrajes para ser lanzados en los festivales de cine. Su primer éxito fue La casa del ángel (1957), nominada en los Premios Globos de Oro y seleccionada para competir por la Palma de Oro en el Festival de Cannes. Obtuvo el Premio FIPRESCI en Cannes por La mano en la trampa y recibió el Oso de Plata al Mejor Largometraje en el Festival de Cine de Berlín por Los siete locos (1973).

## Premios
Premios Globos de Oro
| Año  | Categoría                          | Película          | Resultado |
| ---- | ---------------------------------- | ----------------- | --------- |
| 1961 | Mejor Película de Habla no Inglesa | La casa del ángel | Nominado  |

Premios Cóndor de Plata
| Año  | Categoría            | Película               | Resultado |
| ---- | -------------------- | ---------------------- | --------- |
| 1960 | Mejor Director       | La caída               | Ganador   |
| 1960 | Mejor Guion Adaptado | La caída               | Ganador   |
| 1961 | Mejor Director       | Un guapo del 900       | Ganador   |
| 1967 | Mejor Director       | El ojo de la cerradura | Ganador   |
| 1973 | Mejor Director       | La maffia              | Ganador   |
| 1974 | Mejor Director       | Los siete locos        | Ganador   |

## Festivales de Cine
Festival de Cine de Venecia
| Año  | Categoría   | Película                        | Resultado |
| ---- | ----------- | ------------------------------- | --------- |
| 1962 | León de Oro | Homenaje a la hora de la siesta | Nominado  |

Festival de Cine de Mar del Plata
| Año  | Categoría                                  | Película                   | Resultado |
| ---- | ------------------------------------------ | -------------------------- | --------- |
| 1962 | Mejor Película - Competición Internacional | Los traidores de San Ángel | Nominado  |
| 1966 | Mejor Película- Competición Internacional  | El ojo de la cerradura     | Nominado  |
| 1966 | Mejor Guion                                | El ojo de la cerradura     | Ganador   |

Festival Internacional de Cine de Cannes
| Año  | Categoría        | Película             | Resultado |
| ---- | ---------------- | -------------------- | --------- |
| 1957 | Palma de Oro     | La casa del ángel    | Nominado  |
| 1961 | Premios FIPRESCI | La mano en la trampa | Ganador   |
| 1961 | Palma de Oro     | La mano en la trampa | Nominado  |
| 1962 | Palma de Oro     | Setenta veces siete  | Nominado  |
| 1967 | Palma de Oro     | La chica del lunes   | Nominado  |

Festival Internacional de Cine de San Sebastián
| Año  | Categoría                  | Película          | Resultado |
| ---- | -------------------------- | ----------------- | --------- |
| 1974 | Premio Especial del Jurado | Boquitas pintadas | Ganador   |

Festival de Cine de Taormina
| Año  | Categoría               | Película     | Resultado |
| ---- | ----------------------- | ------------ | --------- |
| 1976 | Mejor Director          | Piedra libre | Ganador   |
| 1976 | Premio Golden Charybdis | Piedra libre | Nominado  |

Festival de Cine de Moscú
| Año  | Categoría     | Película                   | Resultado |
| ---- | ------------- | -------------------------- | --------- |
| 1971 | Premio de Oro | Güemes, la tierra en armas | Nominado  |

Festival Internacional de Cine de Karlovy Vary
| Año  | Categoría      | Película        | Resultado |
| ---- | -------------- | --------------- | --------- |
| 1970 | Mejor Película | Estirpe de raza | Nominado  |

Festival Internacional de Cine de Cartagena
| Año  | Categoría      | Película        | Resultado |
| ---- | -------------- | --------------- | --------- |
| 1973 | Mejor Película | Los siete locos | Ganador   |

Festival de Cine de Berlín
| Año  | Categoría    | Película        | Resultado |
| ---- | ------------ | --------------- | --------- |
| 1959 | Oso de Oro   | La caída        | Nominado  |
| 1960 | Oso de Oro   | Fin de fiesta   | Nominado  |
| 1963 | Oso de Oro   | La terraza      | Nominado  |
| 1973 | Oso de Oro   | Los siete locos | Nominado  |
| 1973 | Oso de Plata | Los siete locos | Ganador   |

## Otros reconocimientos
- Mejor director del año por Graciela, Instituto Nacional de Cine, 1955
- Mejor director del año por La casa del ángel, Instituto Nacional de Cine, 1957
- Premio Mejor Selección por Un guapo del 900, Festival de Santa Margherite-Ligure, Italia, 1960
- Primer Premio al Mejor realizador por La mano en la trampa, Festival Internacional de Santa Margherite-Ligure, Italia, 1961
- Premio Especial Copa de Plata por Setenta veces siete, III Festival de Cine Latinoamericano de Sestri-Levantem, Italia, 1962
- Premio al Mejor film por Martín Fierro, II Festival Internacional de Río de Janeiro, Brasil, 1969
- Mención Especial por Martín Fierro, VII Festival Cinematográfico de Panamá, 1969